# Dragulj Medine
„Dragulj Medine“ (engl. The Jewel of Medina) je roman o životu Aiše, Muhamedove žene koji je napisala Šeri Džons. Dragulj Medine je u suštini fikcija iako se zasniva na nekim činjenicama.

## Kontroveze oko sadržaja i objavljivanja
Roman je izazvao žestoku reakciju muslimanske zajednice širom sveta zbog  "podvrgavanja ruglu istorije muslimana i najznačajnijih ličnosti Islamske religije i kuture".
Prema tekstu u Volt strit žurnalu, planovi za objavljivanje su poremećeni kada je profesor sa Univerziteta Teksas Denis Spelberg video kopiju knjige te je odlučio da upozori muslimanski svet o romanu koji, po njegovom mišljenju, "ismeva muslimane i njihovu istoriju".
Ubrzo je izdavač, Random haus u strahu da izazove reakciju muslimana nalik onoj koja je usledila po objavljivanju karikatura proroka Muhameda u danskim novimama, povukao knjigu.

### Izadanje na srpskom
U Srbiji je roman objavila izdavačka kuća Beobuk (Beobook) tokom avgusta 2008. ali je veoma brzo povučena iz prodaje usled pritisaka islamske zajednice. Izdavač je 15 septembra 2008. objavio da je vratio roman u prodaju. Vlada Srbije je istog dana izrazila žaljenje što su: izdavanjem knjige "Dragulj Medine" u Srbiji, zarad komercijalnih interesa, zanemarena i povređena osećanja pripadnika islamske veroispovesti. te je izrazila zabrinutost što Izdavanje ove knjige, s obzirom na složenu i osetljivu političku situaciju u svetu, nije u interesu borbe za očuvanje teritorijalnog integriteta i suvereniteta Srbije. Povodom ovakvih reakcija Islamske zajednice i Vlade Srbije, oglasili su se mnogi građanski opredeljeni intelektualci i nevladine organizacije, smatrajući da se Islamska zajednica oglušila o principe sekularne države, a da je Vlada Srbije neopravdano podlegla pritiscima Islamske zajednice.